# You Rock My World
«You Rock My World» (с англ. — «Ты всколыхнула мой мир») — песня американского автора-исполнителя Майкла Джексона. Лид-сингл из десятого студийного альбома певца Invincible. Релиз состоялся в августе 2001 года на лейбле Epic Records, композиция написана Джексоном и Родни Джеркинсом.
«You Rock My World» заняла первые строчки в чартах Великобритании, Франции, Испании и стала второй в общеевропейском хит-параде European Hot 100. Песня поднялась на десятое место в американском хит-параде Billboard Hot 100 и получила золотые и платиновые музыкальные сертификации нескольких стран мира. Пол Хантер стал режиссёром видеоклипа, в котором помимо Джексона сыграли Крис Такер, Марлон Брандо, Майкл Мэдсен и Билли Драго. За ролик Джексон получил статуэтку «NAACP Image Awards» в номинации «Выдающееся музыкальное видео», а песня была номинирована на «Грэмми» в категории «Лучшее мужское вокальное поп-исполнение».

## Релиз сингла и реакция критиков
Продюсер Родни Джеркинс познакомился с Майклом Джексоном в конце 90-х гг., в тот период музыкант начал работу над новым студийным альбомом, и одним записанных треков стала композиция под рабочим названием «Rock My World». В записи словесного вступления принял участие комедийный актёр Крис Такер. Текст песни, выдержанной в жанре ритм-н-блюза с элементами диско, содержит признание в любви к девушке, которая «всколыхнула его мир».
Джексон планировал сделать песню «Unbreakable» лид-синглом из нового альбома, однако представители лейбла не прислушались к его планам и настояли на том, чтобы первой была выпущена «You Rock My World». 24 августа 2001 года состоялась премьера  на официальном сайте музыканта, в дальнейшем песня была выпущена в качестве лид-сингла из предстоящего десятого студийного альбома певца Invincible. В продажу поступили компакт-диски и виниловые пластинки. В начале сентября Джексон исполнил эту композицию на двух концертах, посвящённых 30-летию его сольной карьеры. «You Rock My World» заняла первые строчки в чартах Великобритании, Франции, Испании и стала второй в общеевропейском хит-параде European Hot 100. Песня поднялась на десятое место в американском хит-параде Billboard Hot 100 и получила золотые и платиновые музыкальные сертификации нескольких стран мира.
Большинство рецензентов в своих обзорах посчитали, что «You Rock My World» недостаточно хороша для исполнителя уровня Джексона. Критик журнала Slant Magazine написал, что певец «сыграл без риска», выпустив такой трек в качестве лид-сингла. По мнению рецензента портала AllMusic, композиция звучит «свежо, бодро и заразительно», и это именно то, что нужно слушателю: «Надо отдать Джексону должное, в отличие от многих других музыкантов, он не позволил своему звучанию устареть».

## Музыкальное видео
Видеоклип на песню был снят режиссёром Полом Хантером, в ролике помимо Джексона сыграли Крис Такер, Марлон Брандо, Майкл Мэдсен и Билли Драго. Премьера 13-минутного ролика на телевидении состоялась 26 сентября 2001 года. По сюжету Джексон и Такер пытаются выручить девушку, которая оказывается в руках группы бандитов.
Полная версия видеоклипа вошла в сборник музыкальных видео певца Michael Jackson’s Vision, укороченная — в сборник Number Ones. За видеоклип Джексон получил статуэтку «NAACP Image Awards» в номинации «Выдающееся музыкальное видео».

## Участники записи
- Майкл Джексон — текст, музыка, продюсирование, вокал, бэк-вокал, партии музыкальных инструментов, словесное вступление
- Родни Джеркинс — запись, текст, музыка, продюсирование, партии музыкальных инструментов, микширование
- Фред Джеркинс III[англ.], ЛаШон Дэниэлс[англ.], Нора Пейн — текст, музыка
- Брэд Гилдермэн, Жан-Мари Хорват, Декстер Симмонс, Стюарт Броули — запись
- Харви Мэзон мл., Стюард Броули — цифровая обработка
- Брюс Свиден — микширование
- Крис Такер — словесное вступление

## Список композиций
- CD (номер в каталоге Epic Records — 671739 2)[4]

| №  | Название                           | Длительность |
| -- | ---------------------------------- | ------------ |
| 1. | «You Rock My World» (Intro)        | 0:32         |
| 2. | «You Rock My World»                | 5:07         |
| 3. | «You Rock My World» (Radio Edit)   | 4:25         |
| 4. | «You Rock My World» (Instrumental) | 5:06         |
| 5. | «You Rock My World» (A Cappella)   | 5:01         |

- 7" (номер в каталоге Epic Records — 34 79656)[4]

| №  | Название            | Длительность |
| -- | ------------------- | ------------ |
| 1. | «You Rock My World» | 5:39         |

| №  | Название            | Длительность |
| -- | ------------------- | ------------ |
| 2. | «You Rock My World» | 5:39         |

## Награды и номинации
| Год  | Награда              | Номинированная работа | Категория                               | Результат | Источник |
| ---- | -------------------- | --------------------- | --------------------------------------- | --------- | -------- |
| 2002 | «Grammy Awards»      | Песня                 | Лучшее мужское вокальное поп-исполнение | Номинация | [ 16 ]   |
| 2002 | «NAACP Image Awards» | Песня                 | Выдающаяся песня                        | Номинация | [ 15 ]   |
| 2002 | «NAACP Image Awards» | Видеоклип             | Выдающееся музыкальное видео            | Победа    | [ 15 ]   |

## Позиции в чартах и сертификации
| Чарт (2001)        | Высшая позиция |
| ------------------ | -------------- |
| Австралия          | 4              |
| Австрия            | 9              |
| Бельгия (Валлония) | 2              |
| Бельгия (Фландрия) | 4              |
| Великобритания     | 1              |
| Германия           | 5              |
| Дания              | 2              |
| Европа             | 2              |
| Ирландия           | 4              |
| Испания            | 1              |
| Италия             | 3              |
| Канада             | 2              |
| Нидерланды         | 4              |
| Новая Зеландия     | 13             |
| Норвегия           | 2              |
| Португалия)        | 1              |
| Румыния            | 1              |
| США (Hot 100)      | 10             |
| США (R&B Singles)  | 13             |
| Финляндия          | 2              |
| Франция            | 1              |
| Швейцария          | 5              |
| Швеция             | 5              |
| ЮАР                | 1              |

| Страна               | Сертификат    |
| -------------------- | ------------- |
| Австралия (ARIA)     | Золотой       |
| Бельгия (Ultratop)   | Золотой       |
| Великобритания (BPI) | Золотой       |
| Норвегия (IFPI)      | Золотой       |
| США (RIAA)           | Золотой       |
| Франция (SNEP)       | Золотой       |
| ЮАР (RISA)           | 2× Платиновый |